# Emperador Zhang (de Han)
El emperador Zhang de Han (chino: 漢章帝; pinyin: Hàn Zhāng Dì; Wade-Giles: Han Chang-ti; 56-9 de abril de 88), nacido Liu Da (劉炟), fue un emperador de la dinastía china Han entre los años 75 y 88. Fue el tercer emperador de la dinastía Han Oriental.
El emperador Zhang fue un emperador trabajador y diligente. Redujo los impuestos y prestó gran atención a todos los asuntos de Estado. Zhang también redujo el gasto público y promovió el confucianismo. Como resultado, la sociedad Han prosperó y su cultura floreció durante este periodo. Junto con su padre, el emperador Ming, el reinado de Zhang ha sido muy elogiado y considerado como la edad de oro del periodo Han oriental, y sus reinados se conocen colectivamente como el Gobierno de Ming y Zhang.
Durante su reinado, las tropas chinas, bajo el mando del general Ban Chao, avanzaron hacia el oeste persiguiendo a los insurgentes xiongnu que hostigaban las rutas comerciales ahora conocidas colectivamente como la Ruta de la Seda.
La dinastía Han Oriental, después del emperador Zhang, estaría plagada de luchas internas entre facciones reales y eunucos que pugnaban por el poder. Durante siglo y medio, el pueblo añoraría los buenos tiempos de los emperadores Ming y Zhang. (Sin embargo, parte de las luchas provenían del poder obtenido por los clanes consorte, y el precedente lo sentó el emperador Zhang al otorgar poder tanto al clan de su madre adoptiva, la emperatriz viuda Ma, como al de su esposa, la emperatriz Dou). La lucha entre los eunucos y las facciones reales iniciaría una reacción en cadena de acontecimientos que condujeron al final de la dinastía Han en 220.

## Antecedentes familiares
El entonces príncipe Da nació en el año 56, hijo del entonces príncipe heredero Liu Zhuang y de una de sus consortes, la consorte Jia. Como favorita del príncipe heredero Zhang, la consorte Ma -tía de la consorte Jia (hermana de su madre)- no tenía hijos, así que, por orden del príncipe heredero Zhang, la consorte Ma adoptó al príncipe Da como su propio hijo. Así, el príncipe Da creció considerando a la consorte Ma como su madre, y aunque sabía claramente que la consorte Jia era su madre biológica, nunca la trató como tal.

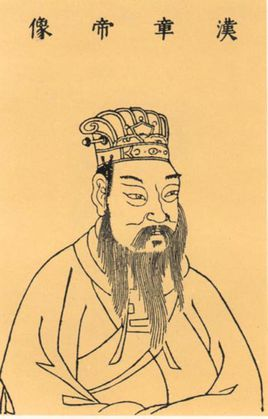
Retrato del emperador Zhang de la Enciclopedia Sancai Tuhui

En el año 57, murió el abuelo del príncipe Da, el emperador Guangwu, y su padre, el príncipe heredero Zhuang, le sucedió en el trono como emperador Ming. En el 60, a instancias de su madre, la emperatriz viuda Yin Lihua, el emperador Ming nombró emperatriz a la consorte Ma, y el príncipe Da, como hijo de ésta, fue nombrado príncipe heredero, a pesar de que tenía cuatro hermanos mayores que él.

## Como príncipe heredero
No hay muchos datos sobre la carrera del príncipe heredero Da como príncipe heredero, aparte de que fue instruido en los clásicos confucianos a una edad temprana y alentado en sus estudios por su madre adoptiva, la emperatriz Ma, con quien mantenía una estrecha relación. También estaba muy unido a sus tíos del clan Ma.
En el año 75 murió el emperador Ming, y el príncipe heredero Da le sucedió en el trono como emperador Zhang a la edad de 18 años. La emperatriz Ma recibió el título de emperatriz viuda.

## Reinado temprano
El emperador Zhang continuó con las tendencias trabajadoras de su padre como emperador, pero fue más indulgente que su estricto padre. Buscaba funcionarios honrados y los ascendía, y él mismo vivía de forma ahorrativa. En general, era humilde y honraba a los altos funcionarios que habían servido fielmente a su abuelo y a su padre.
En el año 76, a sugerencia de su consejero Yang Zhong (楊終) y del primer ministro Diwu Lun (第五倫), el emperador Zhang ordenó que se abandonaran las campañas de su padre en Xiyu (actual Xinjiang y antigua Asia central soviética). Sin embargo, uno de los generales Han en Xiyu, Ban Chao, viendo la importancia de mantener la presencia Han en Xiyu, se negó a retirarse, y el emperador Zhang finalmente cedió y puso a Ban a cargo de las operaciones de Han en Xiyu.
El emperador Zhang, cercano a sus tíos Ma, quiso crearlos marqueses desde el principio de su reinado. En un principio, la emperatriz viuda Ma lo rechazó por considerarlo inapropiado. En el año 79, sin embargo, los nombró marqueses a pesar de la objeción de la emperatriz y de sus peticiones de ser nombrados sólo marqueses en funciones.
En el 77, el emperador Zhang tomó como consorte a una hija de su primo, la princesa Piyang (沘陽公主), bisnieta del estadista Dou Rong (竇融). Él la amaba mucho y, en el año 78, creó emperatriz a la consorte Dou.
En el año 79, murió la emperatriz viuda Ma, que le había dado muy buenos consejos. Incluso después de su muerte, el emperador Zhang no honró como madre a su madre biológica, la consorte Jia, sino que se limitó a permitirle que adoptara el estilo de un príncipe imperial.

## Intriga palaciega
Tras la muerte de su madre, el emperador Zhang siguió siendo un emperador diligente, pero dentro de palacio hubo muchas luchas entre la emperatriz Dou y las demás consortes imperiales, lo que crearía inestabilidad política más adelante.
En vida de la emperatriz viuda Ma, eligió a dos hijas de Song Yang (宋楊) como consortes del emperador Zhang. En el 78, la mayor de las consortes Song dio a luz a un hijo llamado Liu Qing, y como la emperatriz Dou no tenía hijos, el príncipe Qing fue nombrado príncipe heredero en el 79. Las consortes Song gozaban del favor de la emperatriz viuda Ma.
Sin embargo, más tarde, en el año 79, la emperatriz Dou (quizás recordando el ejemplo de la emperatriz viuda Ma) adoptaría al hijo de otra consorte imperial, la consorte Liang, Liu Zhao, como hijo propio, y conspiró, junto con su madre, la princesa Piyang, y sus hermanos, para que su hijo adoptivo fuera nombrado príncipe heredero. Tras la muerte de la emperatriz viuda Ma, puso en marcha su plan. Hizo que sus hermanos recopilaran expedientes sobre las faltas del clan Song y sobornó a los sirvientes y eunucos de los consortes Song para que recopilaran sus propias faltas.
En el año 82, se le presentó una oportunidad a la emperatriz Dou. La consorte Song había enfermado y, en su enfermedad, le apetecía cuscuta cruda, por lo que pidió a su familia que se la trajera. La emperatriz Dou se apoderó de la cuscuta y acusó falsamente a la consorte Song de utilizarla para brujería. El emperador Zhang se enfureció y expulsó del palacio al príncipe heredero Qing. Hizo que las Consortes Song fueran arrestadas e interrogadas por el eunuco Cai Lun. Las Consortes Song se vieron en apuros y se suicidaron envenenándose. El príncipe heredero Qing fue depuesto y creado príncipe de Qinghe en su lugar; le sustituyó el príncipe Zhao como príncipe heredero. El príncipe Zhao, sin embargo, era amistoso con su hermano, y a menudo pasaban tiempo juntos.
Las hermanas Song no serían las únicas víctimas de la emperatriz Dou. Después de que el príncipe Zhao fuera nombrado príncipe heredero, el clan de su madre biológica, los Liang, no se atrevió a celebrarlo abiertamente, pero se alegró en secreto. Cuando el clan Dou se enteró, se sintió disgustado y temeroso, y pensó que tenía que destruir a los Liang. La emperatriz Dou empezó a dar informes falsos sobre la madre biológica del príncipe Zhao, la consorte Liang, y su hermana, también consorte imperial, y perdieron el favor del emperador Zhang. En el año 83, los Dous presentaron además falsas acusaciones anónimas contra el padre de las Consortes Liang, Liang Song (梁竦), provocando su muerte en prisión. Las consortes Liang murieron de tristeza y miedo.
Los Dous, habiendo realizado estas jugadas de poder, acabarían consiguiendo sus objetivos de ser aún más poderosos de lo que eran. También en el 83, el emperador Zhang, habiendo visto que sus primos Ma no seguían la ley, dejó de favorecer a sus tíos Ma, y finalmente los envió de vuelta a sus marchas. Los hermanos de la emperatriz Dou, Dou Xian y Dou Du (竇篤), tomaron efectivamente el relevo en la estructura de poder: era la primera vez en la historia de Han que el clan de la emperatriz, y no el de la emperatriz viuda, era el clan consorte más poderoso . Esta tendencia se mantuvo durante el resto de la dinastía Han Oriental y resultaría ser una fuente de corrupción.

## Reinado tardío
Sin embargo, el propio emperador Zhang se mantuvo bastante diligente y abierto de mente. Por ejemplo, en 84, cuando dos estudiantes universitarios, Kong Xi (孔僖) y Cui Yin (崔駰) fueron acusados de criticar indebidamente a su antepasado el emperador Wu y, al criticar al emperador Wu, hacer una crítica velada al emperador Zhang, el emperador Zhang aceptó la carta que Kong presentó en su propia defensa y lo nombró funcionario de su administración.
En el año 86, comenzó la primera de las rebeliones Qiang (羌), y aunque los Qiang fueron pacificados con bastante rapidez, esto sería un mal presagio para las décadas venideras, ya que los Qiang, maltratados con frecuencia por los funcionarios Han, se rebelarían constantemente durante el resto de la dinastía Han Oriental y se convertirían en un factor importante en el declive del Imperio Han.
En 88, el emperador Zhang murió a la edad de 32 años y fue sucedido por el príncipe heredero Zhao, que se convirtió en el emperador He.

## Nombres de la época
- Jianchu (建初</link>) 76–84
- Yuanhe (元和</link>) 84–87
- Zhanghe (章和</link>) 87–88

## Familia
Consortes y Descendencia:
- Emperatriz Zhangde, del clan Dou de Fufeng (章德皇后 扶風竇氏</link>; d. 97), primo hermano una vez eliminado
- Emperatriz Gonghuai, del clan Liang de Anding (恭懷皇后 安定梁氏</link>; 61–83)
  - Liu Zhao, emperador Xiaohe (孝和皇帝 劉肇</link>; 79–106), cuarto hijo
- Emperatriz Jingyin, del clan Song (敬隱皇后 宋氏</link>; 58–78)
  - Liu Qing, emperador Xiaode (孝德皇 劉慶</link>; 78–106), tercer hijo
- Guiren, del clan Shen (貴人 申氏</link>)
  - Liu Shou, Príncipe Hui de Jibei (濟北惠王 劉壽</link>; d. 120), quinto hijo
  - Liu Kai, emperador Xiaomu (孝穆皇 劉開</link>; d. 131), sexto hijo
- Desconocido
  - Liu Kang, Príncipe Zhen de Qiancheng (千乘貞王 劉伉</link>; d. 93), primer hijo
  - Liu Quan, Príncipe Dao de Pingchun (平春悼王 劉全</link>; d. 79), segundo hijo
  - Liu Shu, Príncipe Huai de Chengyang (城陽懷王 劉淑</link>; d. 94), séptimo hijo
  - Liu Wansui, Príncipe Shang de Guangzong (廣宗殤王 劉萬歲</link>; d. 90), octavo hijo
  - Princesa Wude (武德公主</link>), nombre personal Nan (男</link>), primera hija
  - Princesa Pingyi (平邑公主</link>), nombre personal Wang (王</link>), segunda hija
    - Casado con Feng You (馮由</link> )

  - Princesa Yin'an (陰安公主</link>), nombre personal Ji (吉</link>), tercera hija